# Garten- und Komödienhaus des Klosters Steingaden

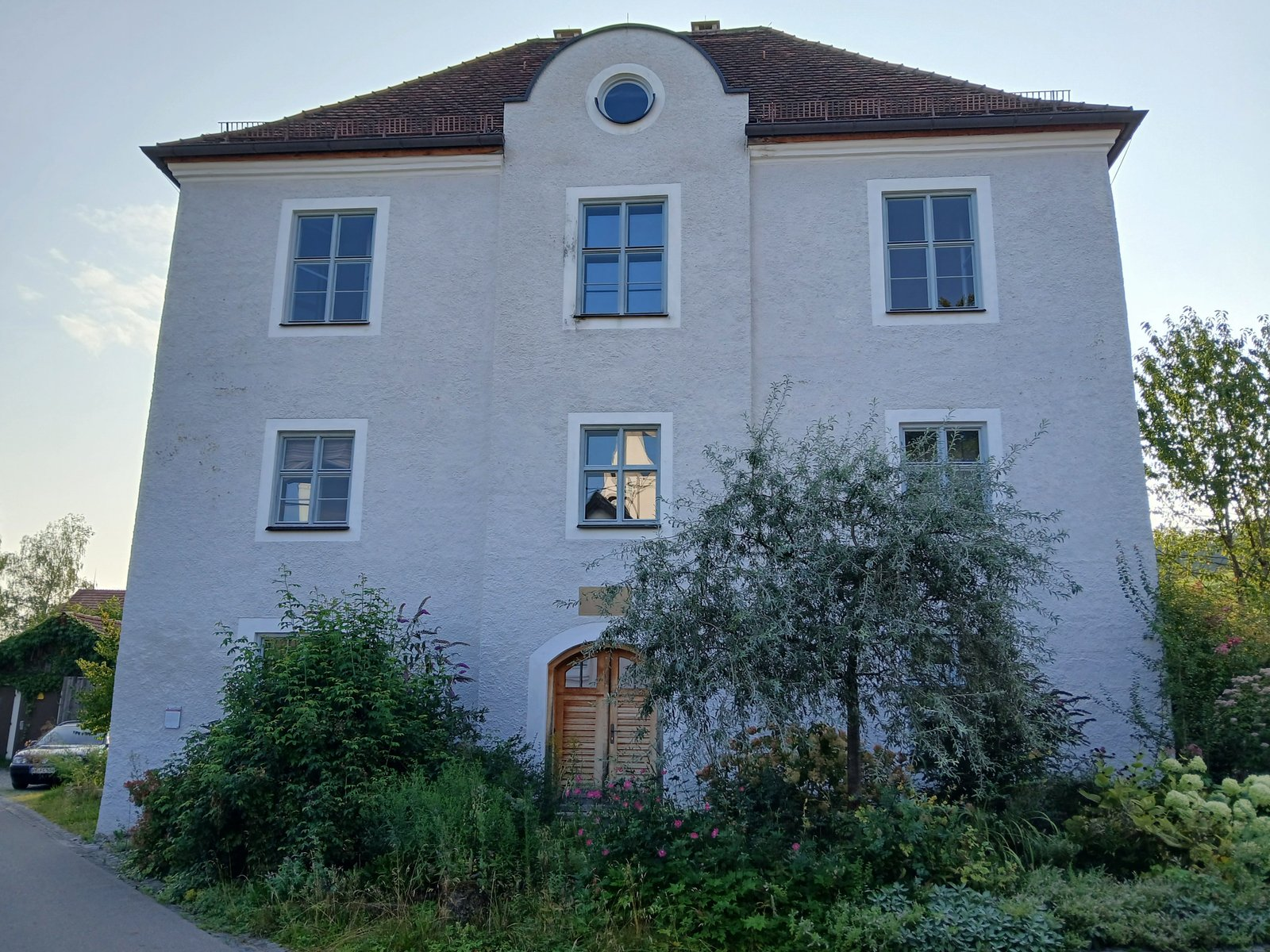
Garten- und Komödienhaus des Klosters Steingaden

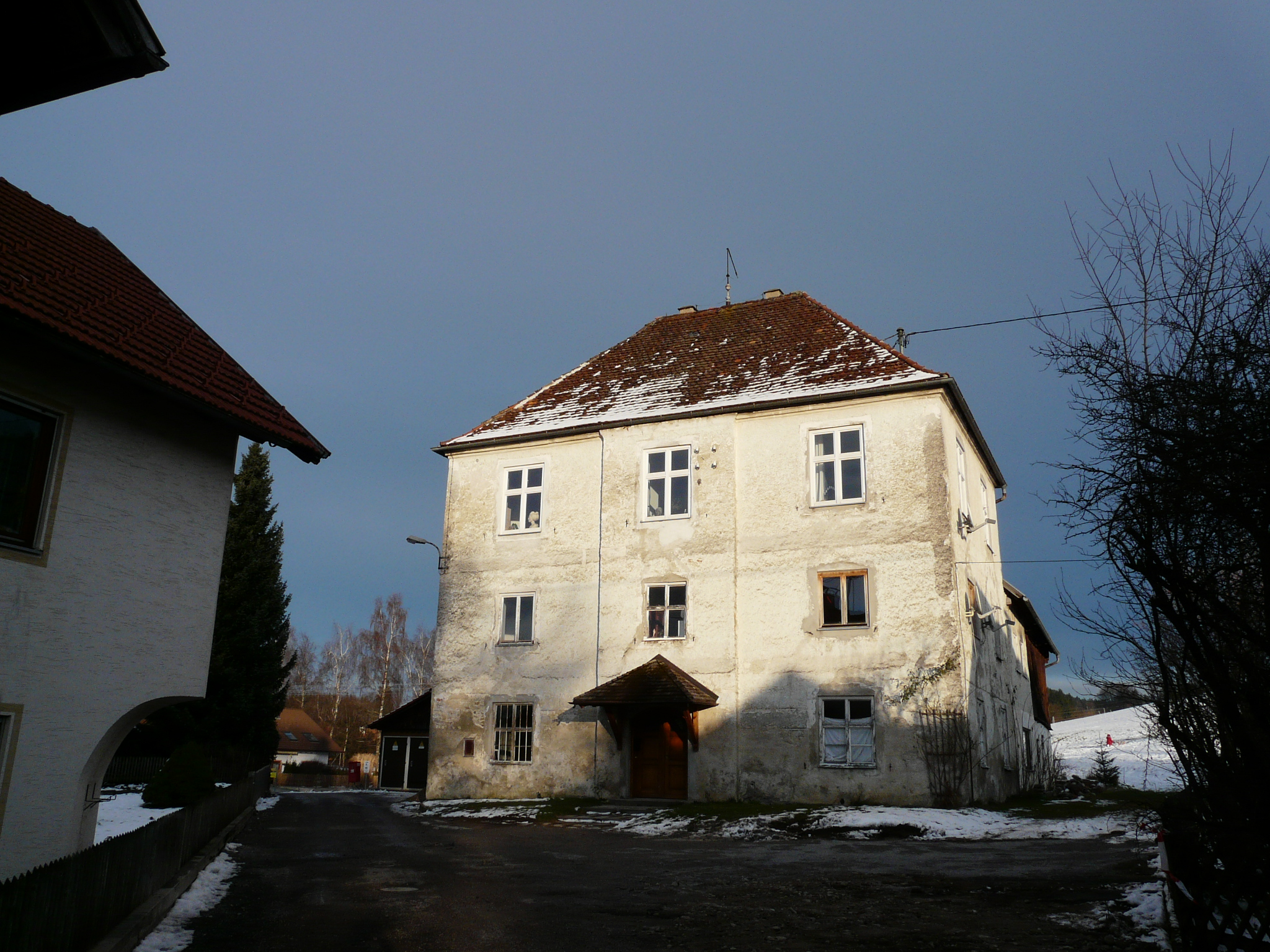
Das Gebäude im Jahr 2008 (vor der Renovierung)

Das Garten- und Komödienhaus des Prämonstratenser-Klosters Steingaden in Steingaden, einer Gemeinde im oberbayerischen Landkreis Weilheim-Schongau, wurde im 16./17. Jahrhundert errichtet und um 1730/40 verändert. Das Gebäude an der Prämonstratenser-Straße 10 ist ein geschütztes Baudenkmal.
Der Walmdachbau mit Mittelrisalit bildete den östlichen Abschluss des Konventgartens. Beim Umbau um 1730/40 entstand der zweigeschossige Festsaal für Konzert-, Theater- und Singspielaufführungen. Der Saal war mit einer Rokoko-Stuckdecke geschmückt.
Nach der Säkularisation im Jahr 1803, die zur Auflösung des Klosters führte, wurde das Gebäude zu einem dreigeschossigen Wohnhaus umgebaut. 